# سینت روچ (نیواورلئان)
سینت روچ (به انگلیسی: St. Roch) یک منطقهٔ مسکونی در ایالات متحده آمریکا است که در لوئیزیانا واقع شده‌است. سینت روچ ۳٬۲۵۵ نفر جمعیت دارد و ۰٫۰ متر بالاتر از سطح دریا واقع شده‌است.